# Abitureiras
Abitureiras es una freguesia portuguesa del concelho de Santarén, con 22,73 km² de superficie y 1.005 habitantes (2001). Su densidad de población es de 44,2 hab/km².